# 버지니아 윙스
| 타이드워터 윙스 버지니아 윙스 | |
| 콘퍼런스                      | |
| 디비전                        | 웨스트 디비전 (1971년~1973년) 사우스 디비전 (1973년~1975년)                                                                       |
| 설립연도                      | 1971년 |
| 해체연도                      | 1975년 |
| 역사                          | 타이드워터 윙스 (1971년~1972년) 버지니아 윙스 (1972년~1975년) 애디론댁 레드윙스 (1979년~1999년) 샌안토니오 램페이지 (2002년~현재) |
| 경기장                        | 햄프턴 콜리시엄 |
| 연고지                        | 버지니아주 햄프턴 |
| 상징색                        | 빨강, 하양 |
| 구단주                        | |
| 단장                          | |
| 감독                          | |
| NHL 제휴                      | |
| ECHL 제휴                     | |
| 정규시즌 우승                 | |
| 콘퍼런스 우승                 | |
| 디비전 우승                   | 1 (1975) |
| 칼더 컵                       | |
| 영구 결번                     | |

타이드워터 윙스/버지니아 윙스(Tidewater Wings/Virginia Wings)는 미국 버지니아주 햄프턴을 연고지로 하는 1971년부터 1975년까지 AHL 소속되었던 아이스 하키팀이다.
1979년 연고지를 뉴욕주 글렌즈 폴스 (애디론댁 레드윙스)로 이전했다.

## 역대 홈경기장
| 타이드워터 윙스/버지니아 윙스 |               |          |                   |      |
| 경기장                        | 사용기간      | 수용인원 | 장소              | 비고 |
| 햄프턴 콜리시엄               | 1971년~1975년 | 9,777명  | 버지니아주 햄프턴 | 빈칸 |